# سیارک ۵۶۵
سیارک ۵۶۵ (به انگلیسی: 565 Marbachia، نامگذاری:1905QN) پانصد و شصت و پنجمین سیارک کشف شده‌است که در ۹ مه ۱۹۰۵ و در هایدلبرگ کشف شد.
قدر مطلق سیارک برابر ۱۰٫۸۸ است.